# Barry Eisler
Barry Eisler (ur. 1964) – amerykański pisarz, autor thrillerów.
W 1989 ukończył studia prawnicze w Cornell Law School. Później służył w CIA i wykonywał zawód prawnika. Jego debiutancka powieść Zabójca z Tokio otrzymała nagrody literackie Barry Award i The Gumshoe Award, doczekała się również adaptacji filmowej.

## Dzieła

### Powieści

#### SeriaJohn Rain
1. Rain Fall (2002; wyd. pol. 2007 Zabójca z Tokio). W języku angielskim wydana również pod tytułem A Clean Kill in Tokyo
2. Hard Rain (2003; wyd. pol. 2007 Zemsta zabójcy z Tokio). W języku angielskim wydana również pod tytułami Blood from Blood oraz A Lonely Resurrection
3. Rain Storm (2004). Wydana również pod tytułami Choke Point i Winner Take All
4. Killing Rain (2005). Wydana również pod tytułami One Last Kill i Redemption Games
5. The Last Assassin (2006). Wydana również pod tytułem Extremis
6. Requiem for an Assassin (2007). Wydana również pod tytułem The Killer Ascendant
7. Paris Is A Bitch (2011)
8. The Detachment (2011)
9. A Graveyard of Memories (2014)

#### SeriaBen Treven
1. Fault Line (2009; wyd. pol. 2011 Linia uskoku)
2. Inside Out (2010)

### Zbiór opowiadań
- Double Tap: The Lost Coast / Paris Is A Bitch (2011)

### Nowele
- The Lost Coast (2011)
- The Khmer Kill (2012)
- London Twist (2013)

### Literatura faktu
Be the Monkey (2011; wraz z Jackiem Kilbornem)
The Ass Is A Poor Receptacle For The Head (2011)